# Лаос на Чемпіонаті світу з водних видів спорту 2015
Лаос взяв участь у Чемпіонаті світу з водних видів спорту 2015, який пройшов у Казані (Росія) від 24 липня до 9 серпня.

## Плавання
Лаоські плавці виконали кваліфікаційні нормативи в дисциплінах, які наведено в таблиці (не більш як 2 плавці на одну дисципліну за часом нормативу A, і не більш як 1 плавець на одну дисципліну за часом нормативу B):
Чоловіки
| Спортсмен          | Дисципліна           | Попередній заплив | Попередній заплив | Півфінал        | Півфінал        | Фінал           | Фінал           |
| Спортсмен          | Дисципліна           | Час               | Місце             | Час             | Місце           | Час             | Місце           |
| ------------------ | -------------------- | ----------------- | ----------------- | --------------- | --------------- | --------------- | --------------- |
| Сантісук Інтхавонг | 50 м вільним стилем  | 27.42             | 98                | Завершив виступ | Завершив виступ | Завершив виступ | Завершив виступ |
| Сантісук Інтхавонг | 50 м на спині        | 33.24             | 65                | Завершив виступ | Завершив виступ | Завершив виступ | Завершив виступ |
| Соуласен Пхоммасен | 100 м вільним стилем | 1:02.18           | 112               | Завершив виступ | Завершив виступ | Завершив виступ | Завершив виступ |

Жінки
| Спортсменка    | Дисципліна   | Попередній заплив | Попередній заплив | Півфінал         | Півфінал         | Фінал            | Фінал            |
| Спортсменка    | Дисципліна   | Час               | Місце             | Час              | Місце            | Час              | Місце            |
| -------------- | ------------ | ----------------- | ----------------- | ---------------- | ---------------- | ---------------- | ---------------- |
| Сірі Будчарерн | 50 м брасом  | 33.71             | 101               | Завершила виступ | Завершила виступ | Завершила виступ | Завершила виступ |
| Сірі Будчарерн | 100 м брасом | 44.14             | 66                | Завершила виступ | Завершила виступ | Завершила виступ | Завершила виступ |